# サンジョルジュ (ケベック州)
サン・ジョルジュ（仏：Saint-Georges）は、ケベック州・ショーディエール・アパラッシュ地域の都市。アメリカ・メイン州の国境近くでもある。

## 経済
繊維や鍛鋼品、自転車、トラックなどの重要な製造業が入っている。